# Adam Adamski
Adam Adamski (ur. 29 października 1976 r. w Strzelcach Opolskich) – polski kulturysta oraz fotomodel. Mistrz (2004) oraz wicemistrz (2003) Polski w kulturystyce w kategorii wagowej do 87,5 kg.

## Życiorys
Pochodzi ze Strzelec Opolskich. W szkole podstawowej uczęszczał do klasy o profilu sportowym, w związku z czym intensywnie trenował grę w piłkę ręczną. Następnie, zafascynowany sportem kulturystycznym, zaczął rozwijać swoją muskulaturę.
Debiutował w roku 1999 podczas Mistrzostw Województwa Lubuskiego w Kulturystyce organizowanych w Nowym Miasteczku; zajął wówczas drugie miejsce. Na Mistrzostwach Polski, które odbyły się w Mińsku Mazowieckim w 2003 roku, wywalczył srebrny medal. W trakcie Mistrzostw Europy w Petersburgu (Rosja) w tym samym roku, zajął miejsce ósme. Na Mistrzostwach Polski w Białymstoku w 2004 roku zdobył złoty medal w swojej kategorii wagowej do 87,5 kg, natomiast w kategorii "open" znalazł się na pozycji drugiej. Podczas Mistrzostw Europy w Budapeszcie (Węgry) w tym samym roku, zajął szóstą pozycję. 
Po krótkiej przerwie powrócił w 2008 roku do rywalizacji kulturystycznej, zajmując szóstą pozycję na zawodach w Opawie (Czechy), oraz szóste miejsce podczas Mistrzostw Świata w Bahrajnie w kategorii do 90 kg. Również szóste miejsce zajął podczas zawodów w Zabrzu w 2008 r. w kategorii wszechwag.
W 2010 wygrał Puchar Polski w kulturystyce wszechwag w Zabrzu, zajął trzecie miejsce podczas Grand Prix Opava w kategorii wagowej ciężkiej oraz zwyciężył międzynarodowe Grand Prix Fitness Authority w Tarnobrzegu.
Żonaty z Agnieszką, ma syna Adriana. Rezyduje w Poznaniu. Jego zawód wyszkolony to technik budowy maszyn, wykonywany zaś − grafik komputerowy.